# Havsruda
Havsruda (Spondyliosoma cantharus) är en stimfisk från familjen havsrudefiskar (Sparidae) som lever i östra Atlanten från Skandinavien till södra Afrika.

## Utseende
Kroppen är hög, med kropp och sidor varierat färgade i olika grå och blå nyanser med svaga, mörkare tvärstrimmor. Buken är oftast silverfärgad. Munnen har 4 – 6 rader med spetsiga tänder. Längden når upp till 60 cm, och vikten till 3 kg. Ryggfenan har 11 taggstrålar följda av 11 till 13 mjukstrålar.

## Vanor
Havsrudan är hermafrodit som börjar sitt liv som hona. Den är semipelagisk och lever ner till 200 meters djup över sand- klipp- och sjögräsbeklädda bottnar. Fisken bildar stim, ibland mycket stora sådana. Den är allätare, som framför allt lever av alger men även smådjur, speciellt mindre kräftdjur.

### Fortplantning
Arten leker under våren under vilken hanen gräver en grop på bottnen. Honan lägger därefter äggen där. Både dessa och ynglen vaktas av hanen.

## Utbredning
Havsrudan finns i östra Atlanten från södra Norge, Skagerack och Brittiska öarna över Medelhavet (inklusive Svarta havet), Kanarieöarna, Madeira och Kap Verdeöarna till norra Namibia. Den går regelbundet in i Kattegatt, men är sällsynt där.

## Kommersiell användning
Arten är en viktig matfisk i många områden och fiskas i bland annat Medelhavet.